# پرواز روی دیوار (ترانه)
«پرواز روی دیوار» (به انگلیسی: Fly on the Wall) تک‌آهنگی از هنرمند اهل ایالات متحده آمریکا مایلی سایرس است که در سال ۲۰۰۹ میلادی منتشر شد. این تک‌آهنگ در آلبوم قطع رابطه قرار داشت.